# Svarttjärnen (Ytterlännäs socken, Ångermanland, 698322-158365)
Svarttjärnen är en sjö i Kramfors kommun i Ångermanland och ingår i Ångermanälven-Gådeåns kustområde.